# Roy Thomas Baker
Roy Thomas Baker   (Hampstead, 10 de novembre de 1946 - Lake Havasu City, 12 d'abril de 2025) va ser un productor musical anglès, compositor de cançons, arreglador i governador de The Recording Academy, guanyador de múltiples premis. Va produir diversos discs de rock i pop que van arribar als certificats de platí i or durant la dècada del 1970 i posteriors.

## Biografia
Baker va començar la seva carrera a Decca Records a Anglaterra als 14 anys. Encoratjat pel productor musical Gus Dudgeon aviat es va moure a Trident Studios, on va treballar amb grans productors musicals, com Gus Dudgeon, Tony Visconti, Mick Jagger i Keith Richards, Frank Zappa i amb grups com The Rolling Stones, David Bowie, The Who, Gasolin', Nazareth, Santana, Mothers Of Invention, Be Bop Deluxe, Free i T. Rex.
Després de cofundar Neptune (companyia de gravació de Trindent), Baker va conèixer un grup que seria conegut com a Queen. Va començar una relació de treball que va acabar amb cinc àlbums i premis, incloent un Grammy i el premi rècord Guiness al millor senzill, Bohemian Rhapsody.